# (8267) 1986 TX3
1986 تي أكس 3 (ويعرف أيضًا باسم (8267) 1986 تي أكس 3 وفق تسمية الكوكب الصغير) (بالإنجليزية: 1986 TX3)‏ هو كويكب ضمن حزام الكويكبات؛ وترتيبه 8267 من حيث الاكتشاف.
اكتُشف هذا الجُرم الفلكي بواسطة Antonín Mrkos ‏ في 4 أكتوبر 1986.

## وصلات خارجية
- (8267) 1986 TX3 في قاعدة بيانات مختبر الدفع النفاث لأجرام النظام الشمسي الصغيرة

- الاكتشاف · مخطط المدار ·  العناصر المدارية · المعلمات المادية

- (8267) 1986 TX3 على موقع ويكي سكاي: DSS2, SDSS, GALEX, IRAS, Hydrogen α, X-Ray, Astrophoto, Sky Map, Articles and images